# Forêt d'Achimota
La réserve forestière d'Achimota est une forêt située à Achimota, dans la région du Grand Accra,. Elle est située à environ 7,6 km au nord d'Accra. Elle est légalement protégée contre toute utilisation non autorisée comme le braconnage, la construction de maisons, la chasse, l’utilisation à des fins commerciales par des groupes et individus. Il s’agit de l’une des installations écologiques d’Accra qui contribuent au contrôle des émissions de carbone.

## Histoire
Du temps des traites se trouvait à Achimota une forêt où des esclaves en fuite trouvaient refuge.
La  forêt a été classée en 1930 et avait une superficie totale de 494,95 hectares. Actuellement, la superficie de la réserve forestière est d'environ 360 hectares. Cette réserve forestière a été créée pour créer une zone tampon verte entre la ville d'Accra et l'école d'Achimota. La plupart des animaux du zoo d'Accra ont été déplacés vers la réserve forestière lors de la construction du palais présidentiel . Actuellement, il est géré comme un arboretum et un centre de sauvetage de la faune sauvage. Des animaux tels que des pythons, des dromadaires, des autruches, des hyènes, des singes et d'autres peuvent y être vus.

### Projet
La Commission forestière du Ghana a prévu de transformer la réserve forestière en un centre d'écotourisme appelé « Accra Eco Park ». Le projet prévoit des points d'eau, des blocs de sel pour les animaux, des plateformes d'observation, des aménagements paysagers, des services vétérinaires, d’autres introductions de faune sauvage, des sites de camping, un réseau routier, des éco-lodges et des clôtures.